# Saint-Germain-de-la-Rivière
 Saint-Germain-de-la-Rivière  es una comuna francesa situada en el departamento de Gironda, en la región Nueva Aquitania.

## Demografía
| 382 | 374 | 340 | 303 | 314 | 339 | 389 |
| Para los censos de 1962 a 1999 la población legal corresponde a la población sin duplicidades (Fuente: INSEE [Consultar]) |     |     |     |     |     |     |